# Benito Gómez Farías
Benito de Jesús Gómez Farías López (1828-1915) fue un político y economista mexicano. Fue hijo del ilustre político Valentín Gómez Farías. Como empleado de la Secretaría de Hacienda en 1846 fue enviado a la agencia financiera de Londres; después fue consejero de Santos Degollado; asimismo formó parte del Congreso Constituyente de 1856 y por corto tiempo fue ministro de Hacienda de 1891 a 1892. Murió en México el 19 de octubre de 1915.